# Relayer
Relayer je sedmé studiové album britské progresivní rockové skupiny Yes. Jeho nahrávání probíhalo od srpna do října 1974 a vyšlo v prosinci téhož roku u Atlantic Records. Album produkoval Eddie Offord spolu se skupinou Yes. Jde o jediné studiové album této skupiny, na kterém hraje klávesista Patrick Moraz. Autorem obalu alba je Roger Dean.

## Seznam skladeb
| Pořadí         | Název                 | Délka |
| -------------- | --------------------- | ----- |
| 1.             | The Gates of Delirium | 21:50 |
| 2.             | Sound Chaser          | 9:26  |
| 3.             | To Be Over            | 9:06  |
| Celková délka: | Celková délka:        | 40:31 |

## Obsazení
- Jon Anderson – zpěv
- Steve Howe – elektrická kytara, akustická kytara, zpěv
- Patrick Moraz – klávesy
- Chris Squire – baskytara, zpěv
- Alan White – bicí, perkuse